# Arroz de marisco

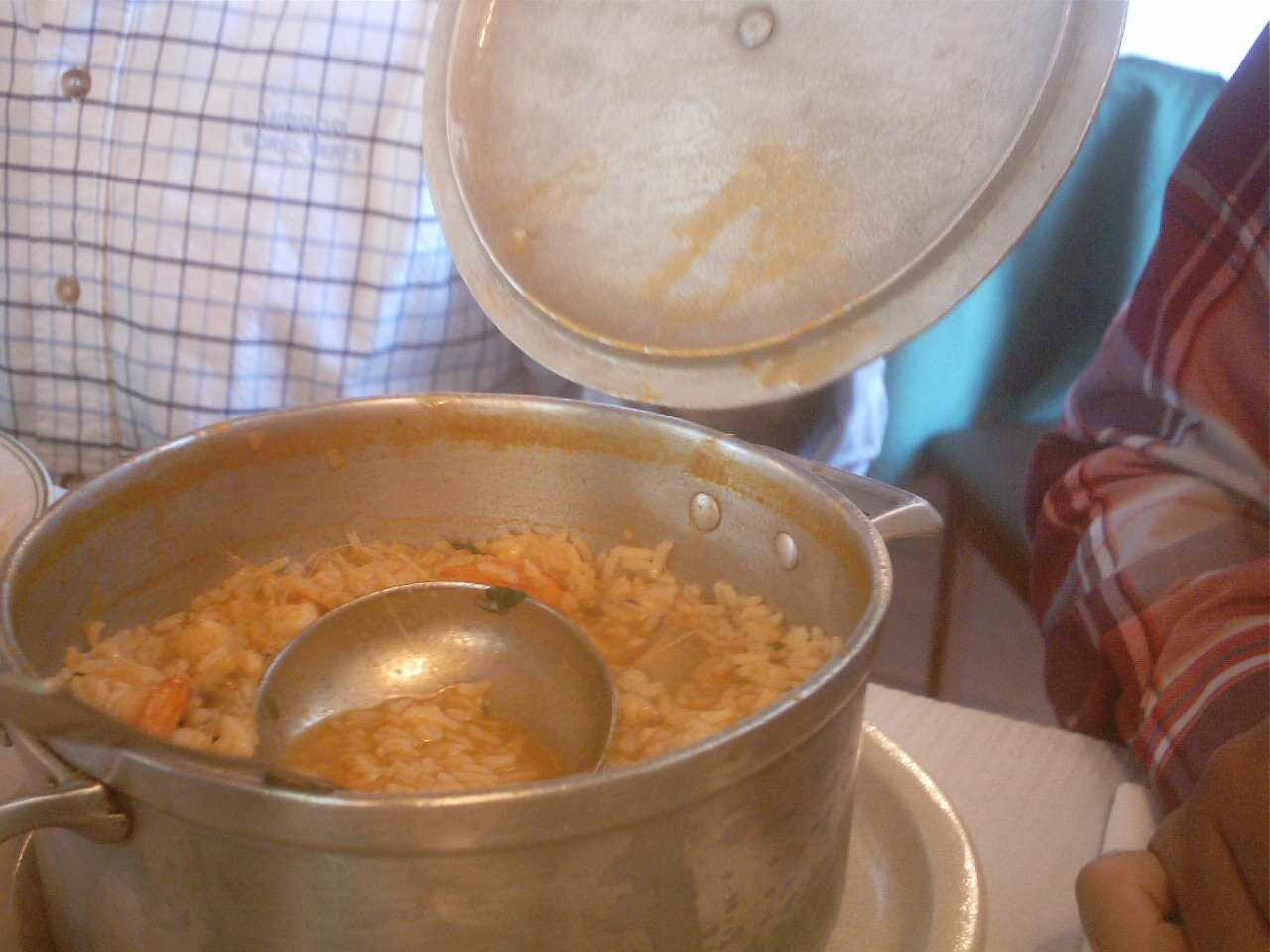
Arroz de marisco

Arroz de marisco ist ein portugiesisches Gericht, das vorwiegend aus Reis und Meeresfrüchten wie Garnelen und Teilen von größeren Tieren, z. B. Hummerscheren und Muscheln besteht, die in einem Topf gekocht werden. Die orange-rote Farbe erhält das Gericht von zerkleinerten (gemixten) Teilen der Meerestiere. Als hauptsächliches Gewürz wird Koriander verwendet.